# Jacob Christoph Raßler

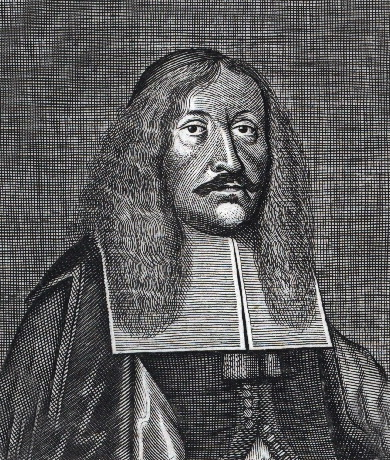
Jacob Christoph Raßler

Jacob Christoph Raßler (von Kreenriedt bzw. von Gamerschwang), auch Rassler, Iacobus Christophorus Rassler a Gamerschwang (* 1605; † 1665) war ein fürstbischöflich Konstanzscher Rat, Reichstagsgesandter und oberösterreichischer Kanzler.

## Leben und Familie
Christoph Raßler entstammte der Beamtenfamilie Raßler, die in Meersburg und Konstanz Amtsträger und Theologen hervorbrachte und wurde vermutlich in Konstanz geboren. Er wurde ein Geheimrat des Fürstbischofs von Konstanz sowie Gesandter von Konstanz, der Fürstpropstei Ellwangen, des Fürststifts Kempten, der Grafen von Fürstenberg und der Grafen des Schwäbischen Reichskreises beim Reichstag in Regensburg. Die meiste Zeit diente er den Konstanzer Fürstbischöfen Johann von Waldburg-Wolfegg und Franz Johann Vogt von Altensumerau. Zudem war er in kaiserlichen Diensten oberösterreichischer Kanzler.

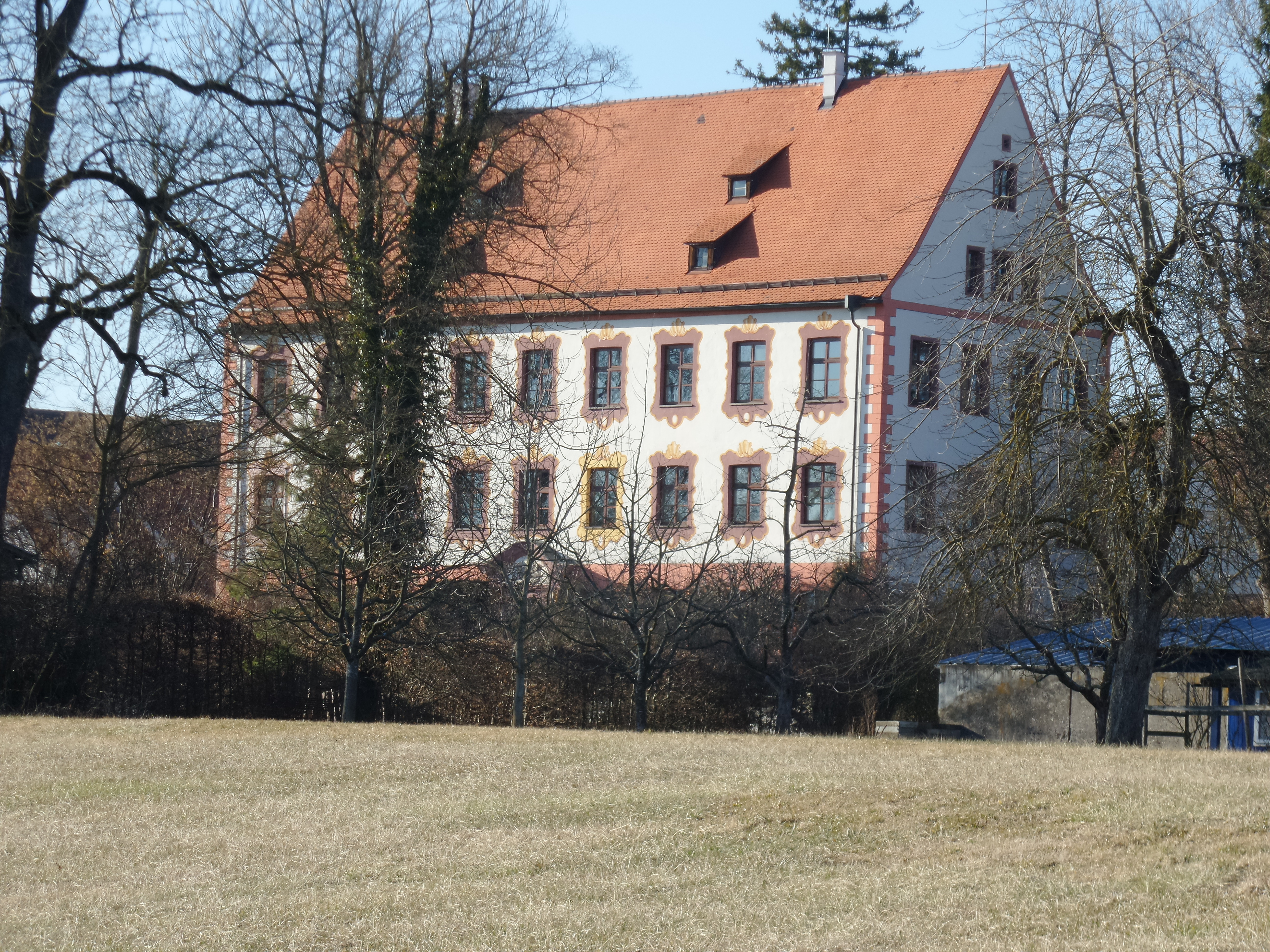
Schloss Gamerschwang

Er wurde am 5. Februar 1655 von Kaiser Ferdinand III. in den Reichsadelsstand mit dem Prädikat von Kreenried erhoben, da die Familie Raßler seit 1628 den Gutshof in Krähenried als fürstenbergisches Lehen besaß. 
1660 erwarb er die Herrschaft Gamerschwang bei Ehingen als reichsritterlichen Sitz vom Kaiser zu Lehen. Sein gleichnamiger Sohn, Jacob Christoph Raßler von Kreenriedt, Herr auf Gamerschwang und Krähenried, oberösterreichischer Regierungsrat und österreichischer Resident in München, erhielt zu Wien am 17. April 1672 das erbländisch-österreichische Prädikat von Gammerschwang (anstelle von Kreenried). Kaiser Leopold I. erhob ihn 1681 in den Reichsfreiherrenstand. Christoph Raßler ist somit der Stammvater der Freiherren Raßler von Gamerschwang.

## Schriften
- Iacobus Christophorus Rassler a Gamerschwang, Rev.mi Epopi Constantiensis, et Ill:mum D: D: Comitum in Circulo Suevico Consiliarius et ad Comitia Imperialia Legatus Ratisbonae. 1666[4]